# Katzwinkel (Vulkaneifel)
Pour les articles homonymes, voir Katzwinkel.
Katzwinkel est une municipalité du Verbandsgemeinde Kelberg, dans l'arrondissement de Vulkaneifel, en Rhénanie-Palatinat, dans l'ouest de l'Allemagne.